# Lawrence E. Stager
Lawrence E. Stager (* 5. Januar 1943 in Kenton in Ohio; † 29. Dezember 2017 in Concord) war ein amerikanischer Archäologe. Er gehörte zu den bedeutendsten Archäologen für den östlichen Mittelmeerraum.

## Leben und Wirken
Der Sohn eines Farmers begann das Studium am Harvard College in Cambridge, Massachusetts. Stager erhielt 1965 seinen Bachelor in Archäologie und Geschichte des Alten Orients. Sein Studium führte er an der Harvard University unter anderem bei Frank Moore Cross und George Ernest Wright fort. Während des Studiums nahm er an Ausgrabungen in Gezer und Tell el-Hesi teil. Nach dem Master 1972 wurde er 1975 promoviert. In seiner Dissertation befasste er sich mit der Agrarwirtschaft in Wüstengebieten besonders in der Eisenzeit. Von 1973 bis 1985 lehrte er am Oriental Institute der University of Chicago. Zunächst als Lehrbeauftragter (1973/74), dann als Assistant (1974–1976), Associate (1976–1985) und schließlich Full Professor (1985/86). Anschließend übernahm er die Dorot-Professur für die Archäologie Israels an der Harvard University. Er war Director des Harvard Semitic Museums von 1985 bis 2012. Als akademischer Lehrer betreute er als Erst- oder Zweitgutachter über 50 Dissertationen. Zu seinen akademischen Schülern gehörten Daniel Master, David Schloen und James Osborne.
Seine Forschungen konzentrierten sich auf Kanaaniter, Phönizier, Philister und Israeliten. Zu seinen Arbeiten gehören die preisgekrönten Darstellungen Life in Biblical Israel (gemeinsam mit Philip King) und Ashkelon Discovered (von der Bronzezeit bis zum Mittelalter). Ashkelon 3: The Seventh Century B.C. wurde mit dem Levi-Sala-Buchpreis für den besten Abschlussbericht über eine Ausgrabungsstätte in Israel ausgezeichnet. Er leitete mit Anita Walker Ausgrabungen in Idalion in Zypern. Stager leitete von 1975 bis 1980 Ausgrabungen im Bereich des Handelshafens von Karthago. Diese Unternehmung bildete den Auftakt für seine Forschungen über die Seefahrt und die ökonomische und politische Macht der Hafenstädte im Mittelmeer. Von 1985 bis 2016 leitete er die Grabung der „Leon Levy Expedition to Ashkelon“. Mit Robert Ballard untersuchte er 1999 zwei phönikische Schiffswracks aus dem 8. Jahrhundert v. Chr., die in der Nähe der ägyptischen Grenze entdeckt wurden. Dem Untersuchungsergebnis zufolge waren die Schiffe mit Ladungen von über 800 Weinamphoren von Tyrus nach Ägypten unterwegs, als sie in Folge eines Sturms untergingen.
Er war Mitherausgeber der Zeitschrift Ägypten und Levante. Er war korrespondierendes Mitglied der Österreichischen Akademie der Wissenschaften (2008). Im Jahr 2008 wurde er mit einer umfangreichen Festschrift mit 50 wissenschaftlichen Beiträgen gewürdigt. Ihm wurde der Percia-Schimmelpreis des Israel-Museum in Jerusalem für seine Arbeiten zur Archäologie Israels verliehen. Eine am 8. Juli 2018 geplante Festschrift aus der Serie Eretz Israel der Israel Exploration Society erlebte er nicht mehr. Diese Ehrung wird nur in Ausnahmefällen Nicht-Israelis zuteil. Dazu zählten bis dahin nur die Gelehrten William Foxwell Albright und Frank Moore Cross. Er starb 2017 zu Hause an den Folgen eines Unfalls.

## Schriften
- mit Philip J. King: Life in biblical Israel. Westminster John Knox Press, Louisville u. a. 2001, ISBN 0-664-22148-3.